# Гутерриш, Франсишку
Франсишку Гутерриш (порт. Francisco Guterres), также известный под прозвищем Лу-Олу (порт. Lú-Olo) (род. 7 сентября 1954 года, Викеке, Португальский Тимор) — восточнотиморский политик, избранный президент Восточного Тимора (вступил в должность 20 мая 2017 года). Председатель Парламента Восточного Тимора (2002—2007). Председатель Революционного фронта за независимость Восточного Тимора (ФРЕТИЛИН), кандидат от ФРЕТИЛИН на президентских выборах 2007, 2012 и 2017 годов. На первых двух выборах вышел во второй тур, но проиграл другим кандидатам. Одержал победу на выборах 2017 года, набрав более 50% голосов в первом туре; в ходе избирательной кампании пользовался поддержкой первого президента страны Шананы Гусмана.

## Биография
Франсиску Гутерриш родился 7 сентября 1954 года в городе Оссу в бедной семье. По вероисповеданию — католик. Участник партизанской войны против индонезийской оккупации.
В 1998 году на внеочередной конференции ФРЕТИЛИН в австралийском городе Сидней был назначен Генеральным координатором Совета по вооруженному сопротивлению, а в июле 2001 года — избран председателем ФРЕТИЛИН. В августе 2001 года был избран депутатом Учредительного собрания; на первом его заседании был избран председателем. В мае 2002 года Восточный Тимор получил независимость, и Учредительное собрание было преобразовано в Парламент Восточного Тимора; Гутерриш остался его председателем.
На президентских выборах 2007 года был выдвинут официальным кандидатом от ФРЕТИЛИН; его программа носила популистский характер. При этом его кандидатура не была поддержана всеми членами ФРЕТИЛИН — значительная часть партии поддержала премьер-министра Жозе Рамуша-Орту, который баллотировался в качестве независимого кандидата. В первом туре выборов, состоявшемся 9 апреля, Гутерриш занял первое место с 27.89% голосов, однако во втором туре в мае проиграл Рамушу-Орте, набрав лишь 31% голосов против 69% у своего соперника. После этого ему пришлось признать поражение и поздравить Рамуша-Орту с победой.
На парламентских выборах 2007 года был первым в списке ФРЕТИЛИН и вновь был избран депутатом, однако уступил пост председателя парламента Фернанду ди Араужу.